# Geolabididae
I geolabididi (Geolabididae) sono un gruppo di mammiferi insettivori, forse appartenenti ai soricomorfi. Vissero tra l'Eocene inferiore e il Miocene inferiore (circa 52 - 20 milioni di anni fa) e i loro resti fossili sono stati ritrovati in Nordamerica.

## Descrizione
Noti principalmente per resti del cranio e della dentatura, questi animali dovevano essere simili a toporagni e le dimensioni variavano da pochi centimetri di lunghezza a circa 50 centimetri. Il cranio era dotato di arcate zigomatiche complete, ma alcune modifiche del processo angolare delle mascelle e del condilo mandibolare (ad esempio, Centetodon possedeva un abbozzo di doppia articolazione) preannunciavano le specializzazioni caratteristiche dei soricidi. La formula dentaria era 3.1.4.3/ 3.1.4.3. I geolabididi erano dotati di premolari e molari inferiori a corona alta, al contrario degli erinaceomorfi. I trigonidi presenti sui molari superiori erano inoltre alti e più larghi rispetto ai talonidi. Il quarto premolare superiore era dotato di un grande metaconide e di un talonide stretto, ma non era ancora molarizzato (come invece avveniva nei nittiteridi). La forma meglio conosciuta (Centetodon) mostra un muso allungato a causa della presenza di diastemi tra i premolari; in Centetodon, inoltre, gli incisivi inferiori erano bilobati come negli erinaceidi arcaici. In alcuni geolabididi i molari superiori erano quasi zalambdodonti, con piccoli conuli e precingula e postcingula ben sviluppati. 

## Classificazione
Inizialmente descritti come una sottofamiglia degli erinaceidi (McKenna, 1960) e poi considerati per lungo tempo affini ai toporagni (Soricidae), i geolabididi erano un gruppo di "insettivori" arcaici dalle parentele poco chiare; ricerche più recenti basate sulla struttura delle ossa del tarso hanno messo in luce somiglianze con l'altrettanto enigmatica famiglia dei nittiteriidi (Nyctitheriidae), ed è possibile che entrambe queste famiglie siano vicine ai Solenodontidae attuali (Zack e Penkrot, 2019).
Sono noti alcuni generi vissuti in Nordamerica tra l'Eocene inferiore e il Miocene inferiore, anche se si conosce una forma (Batodon) del Cretaceo superiore nordamericano che a volte è stata iscritta a questo gruppo; anche Stilpnodon del Paleocene è considerato un possibile geolabidide. Un altro possibile geolabidide (Gobigeolabis) è stato scoperto nel Paleocene dell'Asia. Tra i geolabididi sono note alcune forme che potrebbero rappresentare i mammiferi più piccoli mai conosciuti (Batodonoides).

## Paleobiologia
I geolabididi erano probabilmente piccoli animali che si nutrivano di insetti, ed erano più strettamente insettivori rispetto agli erinaceomorfi. La struttura del tarso del minuscolo Batodonoides suggerisce che almeno alcuni geolabididi dovevano essere ottimi arrampicatori, e forse erano strettamente arboricoli (Zack e Penkrot, 2019).